# Меріан Шоклі
Меріан Шо́клі (англ. Marian Shockley) — американська акторка німого кіно

.

## Життєпис
Меріан Шоклі брала участь у рекламній кампанії «WAMPAS Baby Stars».

## Фільмографія
- Театр Армстронга (серіал, 1950—1963) Armstrong Circle Theatre
- Важливий матеріал (серіал, 1949—1958) The Big Story
- Солдатський клуб (1943) Stage Door Canteen — Lillian
- Torchy Rolls His Own (1932) — короткометражка
- Near the Trail's End (1931) — Jane Rankin
- Heroes of the Flames (1931) — June Madison
- Open House (1931) — короткометражка
- The Lady Killer (1931) — короткометражка
- College Cuties (1930) — Co-Ed; короткометражка
- The Freshman's Goat (1930) — короткометражка